# Chireno, Texas
Chireno là một thành phố thuộc quận Nacogdoches, tiểu bang Texas, Hoa Kỳ. Năm 2010, dân số của xã này là 386 người.

## Dân số
- Dân số năm 2000: 405 người.
- Dân số năm 2010: 386 người.